# La visión de san Eustaquio (Pisanello)
La visión de San Eustaquio es una pintura al temple sobre madera obra de Pisanello. Probablemente pintado a finales del siglo XIV, pertenece al movimiento gótico.

## Escena
La leyenda cuenta que Eustaquio de Roma, un caballero romano, se convirtió al cristianismo durante una cacería tras toparse con un gran ciervo que portaba un crucifijo en la cornamenta. Pese al cariz religioso de la escena, su carácter no es meramente el de una escena de devoción, sino que posee elementos de escena de caza; por ejemplo, el artista plasmó cuidadosamente los elementos distintivos de las diferentes razas de perros empleados para la caza mayor en la época.